# Ali Youssef
Ali Youssef, född 5 augusti 2000, är en svensk-tunisisk fotbollsspelare (mittfältare) som spelar för cypriotiska Apollon Limassol.

## Klubbkarriär
Youssefs moderklubb är Färjenäs IF. Som 12-åring gick han från IF Warta till BK Häcken. Inför säsongen 2019 flyttades Youssef upp i A-laget. I juni 2019 förlängde han sitt kontrakt i klubben fram över säsongen 2023.
Youssef gjorde allsvensk debut den 28 juli 2019 i en 2–0-förlust mot Djurgårdens IF, där han blev inbytt i den 83:e minuten mot Daleho Irandust. I juli 2021 i en Europa Conference League-match mot Aberdeen råkade Youssef ut för en korsbandsskada, vilket höll honom borta från spel i ett år. Den 10 juli 2022 gjorde Youssef comeback efter skadan då han blev inbytt och efter tre minuter på plan gjorde det avgörande 2–1-målet i en vinstmatch över Mjällby AIF. Senare samma månad i en match mot IF Elfsborg blev han på nytt korsbandsskadad. Totalt spelade Youssef fyra matcher, varav en från start och gjorde ett mål under säsongen 2022 då BK Häcken vann sitt första SM-guld.
I januari 2025 värvades Youssef av cypriotiska Apollon Limassol, där han skrev på ett kontrakt fram till sommaren 2027.

## Landslagskarriär
Youssef har dubbelt medborgarskap (Sverige och Tunisien). I augusti 2019 blev han uttagen i Tunisiens U23-landslag till ett dubbelmöte i september mot Kamerun. Youssef tackade dock nej till kallelsen.
Youssef gjorde två mål i sin landslagsdebut för Sveriges U19-landslag den 14 oktober 2019 i en 3–2-vinst över Norge. I maj 2021 blev han för första gången uttagen i Tunisiens A-landslag. Youssef debuterade den 5 juni 2021 i en 1–0-vinst över Kongo-Kinshasa, där han blev inbytt i den 84:e minuten mot Wahbi Khazri.

## Karriärstatistik
| Klubb              | Säsong             | Liga                   | Liga    | Liga | Nationell cup | Nationell cup | Internationell cup | Internationell cup | Totalt  | Totalt |
| Klubb              | Säsong             | Division               | Matcher | Mål  | Matcher       | Mål           | Matcher            | Mål                | Matcher | Mål    |
| ------------------ | ------------------ | ---------------------- | ------- | ---- | ------------- | ------------- | ------------------ | ------------------ | ------- | ------ |
| BK Häcken          | 2019               | Allsvenskan            | 7       | 0    | 4             | 0             | 1                  | 0                  | 12      | 0      |
| BK Häcken          | 2020               | Allsvenskan            | 17      | 2    | 2             | 1             | —                  | —                  | 19      | 3      |
| BK Häcken          | 2021               | Allsvenskan            | 7       | 2    | 3             | 0             | 1                  | 0                  | 11      | 2      |
| BK Häcken          | 2022               | Allsvenskan            | 4       | 1    | 0             | 0             | —                  | —                  | 4       | 1      |
| BK Häcken          | 2023               | Allsvenskan            | 5       | 2    | 1             | 0             | 6                  | 0                  | 12      | 1      |
| BK Häcken          | 2024               | Allsvenskan            | 23      | 10   | 3             | 2             | 5                  | 2                  | 31      | 14     |
| BK Häcken          | Totalt             | Totalt                 | 63      | 17   | 13            | 3             | 13                 | 2                  | 89      | 22     |
| Apollon Limassol   | 2024/2025          | Cyperns förstadivision | 7       | 2    | 1             | 0             | —                  | —                  | 8       | 2      |
| Totalt i karriären | Totalt i karriären | Totalt i karriären     | 70      | 19   | 14            | 3             | 13                 | 2                  | 97      | 24     |

1. ↑  Match i Europa League mot AZ Alkmaar.[21]
2. ↑  Match i Europa Conference League.
3. ↑  En match i Champions League, fem matcher i Europa League.
4. ↑  Matcher i Conference League.

## Meriter
BK Häcken
- Svensk mästare: 2022